# Церковь Святого Александра Невского (Вильнюс)
Це́рковь Свято́го Алекса́ндра Не́вского в Новом Свете (лит. Šventojo Aleksandro Neviškio cerkvė; Новосветская Александро-Невская церковь) — храм при православном женском монастыре Святой Марии Магдалены в Виленском благочинии Виленской и Литовской епархии Русской православной церкви, расположенный в Вильнюсе, в районе Науйининкай (Новый Свет).

## История
Церковь построена в 1898 году в память императора Александра III в предместье Вильны Новый Свет (ныне Науйининкай) по инициативе православного Свято-Духова братства, в 1895 году обратившего внимание властей на отсутствие православных храмов в части города к югу от железнодорожного вокзала (за исключением удалённой кладбищенской Евфросиниевской церкви).
Землю под строительство храма городские власти отвели бесплатно. В 1896 году архиепископ Виленский и Литовский Иероним освятил краеугольный камень в основании будущей церкви. Храм сооружался на средства Свято-Духова братства, училищного совета и на частные пожертвования. Общая стоимость храма около 40000 рублей, из которых братством внесено 16000 рублей, архиепископом Иеронимом 15000 рублей, училищным советом 4500 рублей, Святейшим Синодом 9500 рублей; оставшуюся сумму составили добровольные пожертвования.
Церковь во имя святого благоверного князя Александра Невского был торжественно освящёна архиепископом Ювеналием 25 октября 1898 года. Александро-Невская церковь, как и снипишский Михаило-Архангельский храм, называлась церковью-школой, так как при ней было устроено церковно-приходское училище.
При церкви был построен небольшой дом под квартиры учителя и учительницы. Из учащихся детей составлен небольшой хор, который пел во время праздничных богослужений.
Церковно-приходская школа прекратила деятельность с приближение фронта во время Первой мировой войны в 1915 году. В 1923 году с приходом Александро-Невской церкви был объединён Свято-Евфросиниевский приход. Приходская Александровская церковь продолжала действовать до 1937 года, когда по распоряжению Варшавской митрополии храм и прилегающие строения были переданы православному Марие-Магдалинскому женскому монастырю, до того занимавшего больничный корпус Литовской Духовной семинарии на территории упразднённого православного Свято-Троицкого монастыря.
В июле 1944 года церковь и монастырские строения значительно пострадали при бомбардировке советской авиацией железнодорожного вокзала. Сестры Мариинской обители на протяжении нескольких лет ремонтировали здания. 8 ноября 1951 года архиепископ Виленский и Литовский Фотий (Топиро) освятил восстановленный храм. В 1953—1955 годах благодаря дотации Московской патриархии в монастыре был построен двухэтажный сестринский корпус. В июне 1959 года Совет Министров Литовской ССР снял монастырь с регистрации. В августе 1960 года 28 мариинских монахинь были переселены в отдельный корпус Свято-Духова монастыря, часть была отправлена в Пюхтицкий Успенский монастырь (Эстония).
Здание церкви было передано на баланс Министерства культуры Литовской ССР, а в сестринском корпусе разместилась колония для трудновоспитуемых девочек подростков. Храм использовался как карцер.
В 1990 году церковь и двухэтажный каменный дом были возвращены Литовской епархии. Однако ремонт и реставрация здания затянулись на два десятилетия.
6 декабря 2012 года была совершена праздничная Литургия в храме святого Благоверного Великого князя Александра Невского. На протяжении 52 лет в этом храме не совершались службы. Ещё велись работы по ремонту и благоустройству, но храм уже действовал. Настоятелем храма был назначен священник иерей Олег Шляхтенко.
Спустя две с половиной недели после открытия храма, 24 декабря 2012 года, в церкви во имя св.Александра Невского свершилось первое крещение.
Завершив начатую митрополитом Виленским и Литовским Хризостомом реставрацию храма, высокопреосвященный Иннокентий приступил к воссозданию женской Марие-Магдалинской обители. 
24 мая 2015 года сёстры монастыря вернулись в помещения при восстановленном храме в честь Святого князя Александра Невского. Монахиня Серафима (Иванова) возведена в сан игуменьи и является настоятельницей храма.
Храм открыт для всех желающих. Каждое воскресенье в нём совершаются богослужения, после которых прихожане с настоятелем собираются на традиционные чаепития. За трапезным столом обсуждаются духовные вопросы, проблемы и насущные нужды храма.

## Архитектура и убранство
Пятиглавый храм возведён на холме в русско-византийском стиле по проекту М. М. Прозорова. Он сравнительно небольших размеров, сооружён из жёлтого кирпича. Здание состоит из трёх частей: сени с возвышающейся над входом колокольней; центральная часть, с греческим крестом в плане, с куполом на круглом высоком барабане; пристройки для мужской и женский школ по обеим сторонам основного здания храма.
Престол первоначально был сооружён в память в Бозе почивающего императора Александра III во имя святого Александра Невского. Прежний иконостас был одноярусным, из дуба, резной, и местами позолоченным. Иконы писаны в византийском стиле, по золотому чеканному фону масляной краской.